# جولييان باراخاس
جولييان باراخاس (بالإسبانية: Julián Barajas)‏ هو لاعب كرة قدم مكسيكي في مركز الوسط، ولد في 1997 في Tecomán Municipality ‏ في المكسيك. لعب مع نادي تيخوانا.

## وصلات خارجية
- جولييان باراخاس على موقع قاعدة بيانات كرة القدم.إي يو (الإنجليزية)
- جولييان باراخاس على موقع Soccerway.com (الإنجليزية)
- جولييان باراخاس على موقع AS.com (الإسبانية)